# برلين (مقاطعة ليك غرين)
برلين، مقاطعة ليك غرين (بالإنجليزية: Berlin, Green Lake County, Wisconsin)‏ هي بلدة تقع بولاية ويسكونسن في الولايات المتحدة. تبلغ مساحتها 77.6 (كم²)، وترتفع عن سطح البحر 277 م، بلغ عدد سكانها 1145 نسمة في عام 2000 حسب إحصاء مكتب تعداد الولايات المتحدة وتصل الكثافة السكانية فيها 14.9 نسمة/كم2.

## وصلات خارجية
- The US50 - Cities and Towns in Wisconsin State
- Wisconsin Cities and Towns, Facts, Map, Flag, Colleges, Government, and More